# My Octopus Teacher
My Octopus Teacher (bra: Professor Polvo; prt: A Sabedoria do Polvo) é um documentário original da Netflix dirigido por Pippa Ehrlich e James Reed lançado em 2020 que documenta um ano que o cineasta Craig Foster passou forjando um relacionamento com um polvo-comum selvagem em uma floresta de algas sul-africana. Venceu o Oscar 2021 de melhor documentário em longa-metragem.

## Sinopse
O filme mostra como, em 2010, Foster começou a praticar mergulho livre em uma floresta de algas subaquática fria em um local remoto em False Bay, perto da Cidade do Cabo, na África do Sul. O local era próximo a Simon's Town na Península do Cabo, que é exposto à fria Corrente de Benguela do Oceano Atlântico. Ele começou a documentar suas experiências e, com o tempo, conheceu um jovem polvo curioso que chamou sua atenção. Ele decidiu continuar visitando sua toca e rastreando seus movimentos todos os dias durante um ano para ganhar a confiança do animal. Os dois criaram um vínculo onde ele brinca com Foster e permite que ele entre em seu mundo para ver como ela dorme, vive e come. No filme, Foster descreve o impacto que a relação com o polvo teve em sua vida.
O filme mostra a crescente relação íntima de Craig com o polvo enquanto ele o segue por quase um ano. Mostra o polvo se defendendo dos tubarões-gato-listrado. Em um ataque, o polvo perde um braço e se retira para sua toca para se recuperar, regenerando o braço lentamente ao longo de três meses. Em um ataque posterior de um tubarão, ela mostra uma criatividade incrivelmente aprimorada para sobreviver, incluindo grudar nas costas dos tubarões. Mais tarde, após acasalar com um polvo maior e produzir um grande número de ovos, o polvo morre naturalmente enquanto cuida de seus ovos e um tubarão leva seu corpo embora.
Foster descreve o efeito dessa orientação que o polvo lhe proporcionou ao lhe ensinar uma lição sobre a fragilidade da vida e a conexão da humanidade com a natureza. Isso fez com que Foster criasse um vínculo mais profundo com seu filho, à medida que ele se desenvolvia como mergulhador e estudante de vida marinha.

## Elenco
- Craig Foster, como ele mesmo
- Tom Foster, filho de Craig, como ele mesmo

## Produção
Em parceria com o Sea Change Project, Off The Fence e ZDF Enterprises, Professor Polvo teve Ellen Windemith com produtor executivo, foi dirigido por Pippa Ehrlich e James Reed, teve a fotografia dirigida pelo cinegrafista subaquático Roger Horrocks com filmagens de Craig Foster e Roger Horrocks. Uma menor quantidade de filmagens subaquáticas, não mostradas no filme mas filmadas pela mesma dupla no mesmo local, já haviam sido mostradas no 5° episódio de Blue Planet II.
Foster também era produtor pelo seu envolvimento com o Sea Change Project, e sua esposa, a jornalista ambiental indiana Swati Thiyagarajan, foi gerente de produção do filme.
Foster começou a filmar em 2010; o filme levou dez anos para ser feito e foi o primeiro documentário sul-africano sobre natureza a ser original da Netflix.

## Lançamento
Professor Polvo foi lançado na Netflix em 7 de Setembro de 2020.

## Prêmios
| Prêmio                                            | Data da cerimônia      | Categoria                                                                  | Recipiente(s)                              | Resultado | Ref.   |
| ------------------------------------------------- | ---------------------- | -------------------------------------------------------------------------- | ------------------------------------------ | --------- | ------ |
| Óscar                                             | 25 de Abril de 2021    | Melhor Documentário de Longa-Metragem                                      | Pippa Ehrlich, James Reed e Craig Foster   | Venceu    | [ 18 ] |
| American Cinema Editors Awards                    | 17 de Abril de 2021    | Melhor Documentário Editado                                                | Pippa Ehrlich and Dan Schwalm              | Venceu    | [ 19 ] |
| British Academy Film Awards                       | 11 de Abril de 2021    | Melhor Documentário                                                        | Pippa Ehrlich, James Reed and Craig Foster | Venceu    | [ 20 ] |
| Cinema Audio Society Awards                       | 17 de Abril de 2021    | Outstanding Achievement in Sound Mixing for a Motion Picture – Documentary | Barry Donnelly and Charl Mostert           | Indicado  | [ 21 ] |
| LabMeCrazy! Science Film Festival                 | 4 de Fevereiro de 2021 | Melhor Documentário                                                        | Professor Polvo                            | Venceu    | [ 22 ] |
| Cinema Eye Honors Awards                          | 9 de Março de 2021     | Escolha do Público                                                         | Pippa Ehrlich e James Reed                 | Indicado  | [ 23 ] |
| Cinema Eye Honors Awards                          | 9 de Março de 2021     | Conquista Notável em Cinematografia                                        | Roger Horrocks                             | Indicado  | [ 23 ] |
| Critics' Choice Documentary Awards                | 16 de Novembro de 2020 | Melhor Cinematografia                                                      | Roger Horrocks                             | Venceu    | [ 24 ] |
| Critics' Choice Documentary Awards                | 16 de Novembro de 2020 | Melhor Documentário de Ciência/Natureza                                    | Professor Polvo                            | Venceu    | [ 24 ] |
| Critics' Choice Documentary Awards                | 16 de Novembro de 2020 | Melhor Narração                                                            | Craig Foster                               | Indicado  | [ 25 ] |
| Critics' Choice Documentary Awards                | 16 de Novembro de 2020 | Melhor Documentário                                                        | Professor Polvo                            | Indicado  | [ 25 ] |
| EarthxFilm Festival                               | 26 de Abril de 2020    | Melhor Longa-Metragem                                                      | Professor Polvo                            | Venceu    | [ 26 ] |
| Guangzhou International Documentary Film Festival | 17 de Dezembro de 2020 | Melhor Diretor de Documentário                                             | Pippa Ehrlich e James Reed                 | Venceu    | [ 27 ] |
| Houston Film Critics Society                      | 18 de Janeiro de 2021  | Melhor Documentário de Longa-Metragem                                      | Professor Polvo                            | Venceu    | [ 28 ] |
| International Documentary Association Awards      | 16 de Janeiro de 2021  | Melhor Trilha Sonora                                                       | Kevin Smuts                                | Venceu    | [ 29 ] |
| International Documentary Association Awards      | 16 de Janeiro de 2021  | Melhor Roteiro                                                             | Pippa Ehrlich e James Reed                 | Indicado  | [ 29 ] |
| International Documentary Association Awards      | 16 de Janeiro de 2021  | Prêmio Pare Lorentz                                                        | Pippa Ehrlich, James Reed e Craig Foster   | Venceu    | [ 29 ] |
| Jackson Hole Film Festival                        | 1 de Outubro de 2020   | Prêmio Grand Teton                                                         | Professor Polvo                            | Venceu    | [ 30 ] |
| Jackson Hole Film Festival                        | 1 de Outubro de 2020   | Melhor Filme de Pessoas e Natureza - Longa-Metragem                        | Professor Polvo                            | Venceu    | [ 30 ] |
| Jackson Hole Film Festival                        | 1 de Outubro de 2020   | Melhor Filme de Ciência na Natureza - Longa-Metragem                       | Professor Polvo                            | Venceu    | [ 30 ] |
| Jackson Hole Film Festival                        | 1 de Outubro de 2020   | Melhor Edição                                                              | Pippa Ehrlich, Dan Schwalm eJinx Godfrey   | Venceu    | [ 30 ] |
| Jackson Hole Film Festival                        | 1 de Outubro de 2020   | Melhor Filme de Ecossistema - Longa-Metragem                               | Professor Polvo                            | Indicado  | [ 30 ] |
| Jackson Hole Film Festival                        | 1 de Outubro de 2020   | Melhor Longa-Metragem                                                      | Professor Polvo                            | Indicado  | [ 30 ] |
| Jackson Hole Film Festival                        | 1 de Outubro de 2020   | Melhor Cinematografia                                                      | Roger Horrocks e Craig Foster              | Indicado  | [ 30 ] |
| Jackson Hole Film Festival                        | 1 de Outubro de 2020   | Melhor Trilha-Sonora Original                                              | Kevin Smuts                                | Indicado  | [ 30 ] |
| Jackson Hole Film Festival                        | 1 de Outubro de 2020   | Melhor Paisagem Sonora                                                     | Barry Donnelly                             | Indicado  | [ 30 ] |
| Producers Guild of America Awards                 | 24 de Março de 2021    | Melhor Produtora de Filmes Cinematográficos Documentais                    | Professor Polvo                            | Venceu    | [ 31 ] |
| Sociedade dos Críticos de CInema de San Diego     | 11 de Janeiro de 2021  | Melhor Documentário                                                        | Professor Polvo                            | Indicado  | [ 32 ] |
| St. Louis Film Critics Association Awards         | 17 de Janeiro de 2021  | Melhor Documentário de Longa-Metragem                                      | Professor Polvo                            | Indicado  | [ 33 ] |